# Березицы (Ленинградская область)
Бере́зицы — деревня в Ретюнском сельском поселении Лужского района Ленинградской области.

## История

### До XIX века
Впервые упоминается в писцовых книгах Шелонской пятины 1501 года, как деревня Березица в Дремяцком погосте Новгородского уезда.

### XIX — начало XX века
Деревня Березицы, состоящая из 23 крестьянских дворов и одного постоялого двора, упоминается на карте Санкт-Петербургской губернии Ф. Ф. Шуберта 1834 года.

БЕРЕЗИЦЫ — деревня принадлежит ротмистру Ивану Неплюеву, число жителей по ревизии: 73 м. п., 78 ж. п. (1838 год)

Деревня Березицы из 23 дворов отмечена на карте профессора С. С. Куторги 1852 года.

БЕРЕЗИЦЫ — деревня господина Неплюева, по просёлочной дороге, число дворов — 31, число душ — 104 м. п. (1856 год)

БЕРЕЗИЦЫ — деревня владельческая при ключах, число дворов — 34, число жителей: 113 м. п., 87 ж. п. (1862 год)

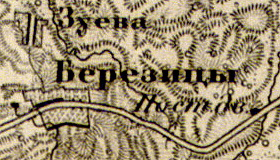
План деревня Березицы. 1863 года

Согласно карте из «Исторического атласа Санкт-Петербургской Губернии» 1863 года в деревне Березицы находился постоялый двор.
В 1864 году временнообязанные крестьяне деревни выкупили свои земельные наделы у Н. П. Пушкарёвой и стали собственниками земли.
В 1867 году временнообязанные крестьяне выкупили свои земельные наделы у Е. Ю. Дуниной-Мартынкевич.
В 1873—1875 годах крестьяне выкупили наделы у Н. И. Неплюева.
Сборник Центрального статистического комитета описывал её так:

БЕРЕЗИЦЫ — деревня бывшая владельческая, дворов — 36, жителей — 210; часовня, школа. (1885 год)

В XIX веке деревня административно относилась к Лубянской волости 2-го стана Лужского уезда Санкт-Петербургской губернии, в начале XX века — к Поддубской волости 4-го земского участка 4-го стана.
В 1902 году на Всероссийской кустарно-промышленной выставке в Таврическом дворце от Лубянской волости Лужского уезда были представлены предметы «щёточного производства», сработанные Дионисием Егоровым и членами его семьи из деревни Березецы.
По данным «Памятной книжки Санкт-Петербургской губернии» за 1905 год деревня Березицы входила в Березицкое сельское общество.

### 1917—1991 годы
С 1917 по 1923 год деревня Березицы входила в состав Парищского сельсовета Поддубской волости Лужского уезда.
С 1923 года, в составе Городецкой волости.

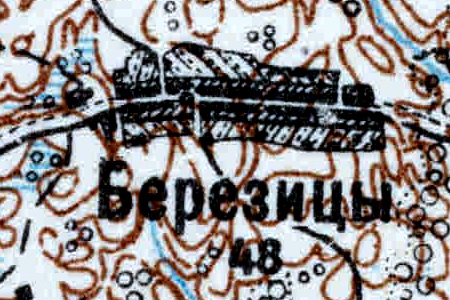
Деревня Березицы карте 1926 года

Согласно топографической карте 1926 года деревня насчитывала 48 дворов, в центре деревни находилась часовня.
С 1927 года, в составе Лужской волости, а затем Лужского района.
С 1928 года, в составе Поддубского сельсовета.
По данным 1933 года деревня Березицы входила в состав Поддубского сельсовета Лужского района.
C 1 августа 1941 года по 31 января 1944 года деревня находилась в оккупации.
В 1961 году население деревни Березицы составляло 153 человека.
По данным 1966 года деревня Березицы являлась административным центром Поддубского сельсовета.
По данным 1973 года деревня Березицы входила в состав Шильцевского сельсовета.
По данным 1990 года деревня Березицы входила в состав Ретюнского сельсовета.

### 1991 год — настоящее время
В 1997 году в деревне Березицы Ретюнской волости проживали 46 человек, в 2002 году — 60 человек (все русские).
В 2007 году в деревне Березицы Ретюнского СП также проживал 51 человек.

## География
Деревня расположена в южной части района на автодороге 41К-681 (Киевское шоссе — Крени).
Расстояние до административного центра поселения — 15 км. Расстояние до районного центра — 35 км.
Расстояние до ближайшей железнодорожной станции Серебрянка — 15 км.
Близ деревни протекает река Рыбинка.

## Демография
| 1838 | 1862 | 1885 | 1961 | 1997 | 2007 | 2010 |
| ---- | ---- | ---- | ---- | ---- | ---- | ---- |
| 151  | ↗200 | ↗210 | ↘153 | ↘46  | ↗51  | ↗62  |
| 2017 |      |      |      |      |      |      |
| ↘50  |      |      |      |      |      |      |

## Улицы
Зуевский переулок, Центральная.